# Andreu Alcover Ordinas
Andreu Alcover Ordinas (Manacor, 1966) és un polític balear, diputat al Parlament de les Illes Balears en la IX legislatura.
Llicenciat en Filologia, és funcionari del Govern Balear. De 1999 a 2007 ha estat gerent de la Universitat de les Illes Balears i actualment és vicegerent. A les eleccions municipals espanyoles de 2007 fou escollit regidor d'Hisenda de l'Ajuntament de Palma.
Ha estat elegit diputat per Mallorca a les eleccions al Parlament de les Illes Balears de 2015. És president de la Comissió d'Educació, Cultura i Esports del Parlament Balear.